# Жегота Паулі
Жегота Па́улі, повне ім'я Ігнацій Якуб Паулі (пол. Żegota Pauli, 1 липня 1814, Новий Санч — 21 жовтня 1895, Краків) — польський фольклорист, етнограф і історіограф. Досліджував і видавав польський та український фольклор.

## Біографія
Ігнацій Па́улі народився у місті Новий Санч у сім'ї кравця. Походив зі сполонізованої німецької родини. 
У 1832—1859 роках навчався з перервами у Львівському та Ягелонському університетах, де вивчав філологічні науки і медицину. У Львівському університеті начвчався разом з членами Руської трійці. Здійснив численні подорожі з метою архівно-бібліотечних пошуків. З 1872 до кінця життя працював у Ягеллонській бібліотеці в Кракові.
Видав збірки «Пісні польського народу в Галичині» (1838), «Галицькі старожитності» (1840). Збірка «Пісні руського народу в Галичині» (Т. 1—2, 1839—40; латинським шрифтом) — одна з перших спроб систематизованого видання української народної поезії. Тут уміщено українські думи, обрядові, історичні, ліричні, чумацькі пісні та коломийки. Тексти пісень і дум подано з широкими коментарями. У своїх збірках Паулі використовував фольклорні зразки й інших слов'янських народів. Паулі залишив у рукописах чимало незакінчених праць (його архів зберігається у Ягеллонської бібліотеці).

## Твори
- Wyimki z podróży po Galicyi w r. 1831 («Rozmaitości» nr 47–52/1835),
- Pieśni ludu polskiego w Galicji (1838),
- Pieśni ludu ruskiego w Galicji (t. 1–2, Lwów 1839–40),
- Starożytności Galicyi (1840),
- òywoty hetmanow (1844, 1850),
- Pamiątki do życia i sprawy Samuela i Krzysztofa Zborowskich, Lwów 1846,
- Pamiętniki o wyprawie chocimskiej r. 1621, Kraków 1853,
- Spór o Morskie Oko (Kraków 1891, odbitka z «Czasu»).